# Puente del Diablo (Cardona)
El Puente del Diablo (en catalán, Pont del Diable) es un antiguo puente situado en el término municipal de Cardona (provincia de Barcelona, España).

## Historia

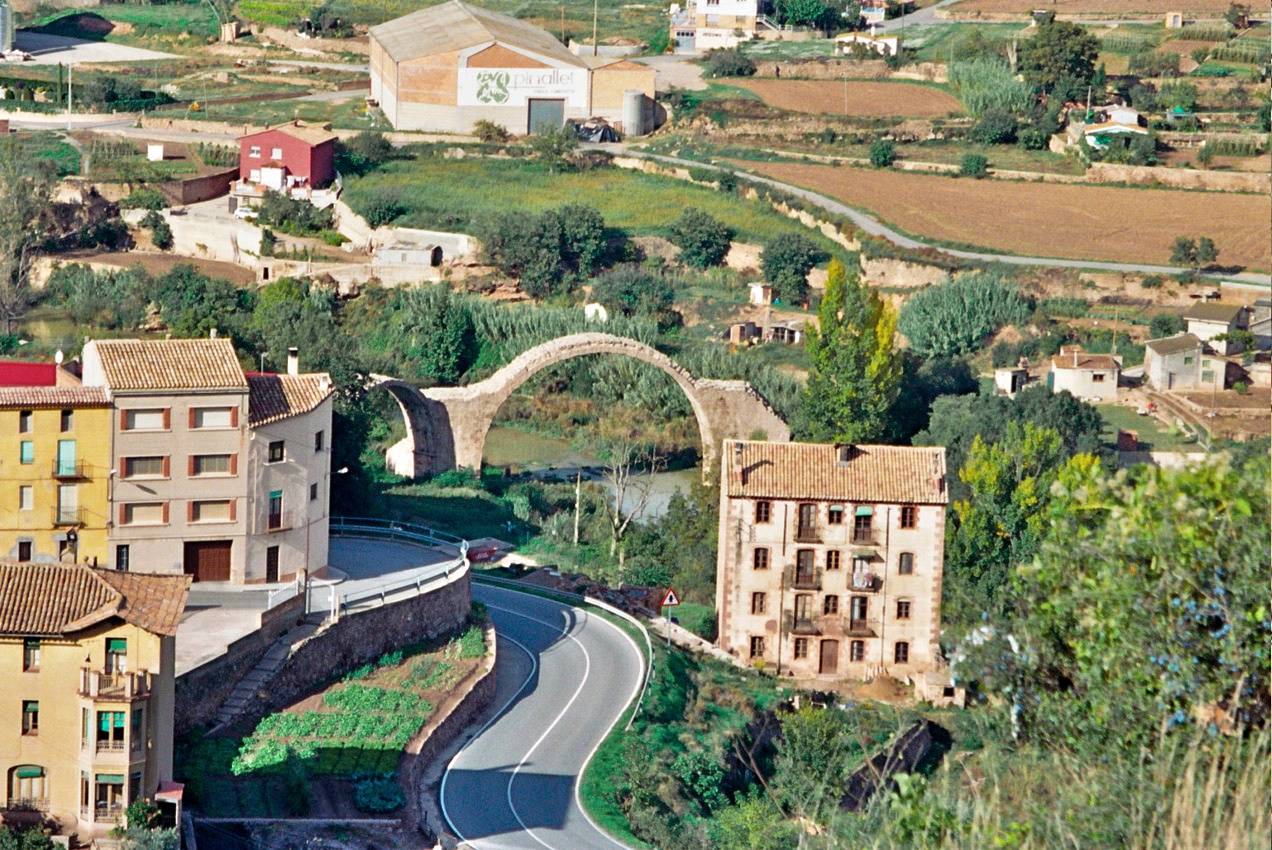
Puente del Diablo.

Se trata de un puente inacabado construido en la primera mitad del siglo XIV. Se proyectó para sustituir al vecino puente de Sant Joan y poder resistir mejor las riadas de la zona. Para ello se proyectó construirlo en seis arcos y de más altura que el vecino puente. De dichos arcos, solo se construyeron los dos centrales y el arranque de los extremos. El mayor de ellos es el que salva el cauce del río Cardener.

## Datos sobre su construcción
Los dos arcos miden 59,25 metros de largo. El más grande tiene 25,50 metros de diámetro, 24,3 de altura y 1 de grosor. El menor mide 15,8 metros de diámetro, 21,5 de altura y 1 metro de grosor. La profundidad de los pilares es de 5 metros.

## Cómo llegar
Puede visitarse libremente, si bien no se puede acceder a su parte superior debido a que carece de escaleras.
Para llegar desde la C-55 en dirección Cardona se ha de pasar la salida del centro del municipio, y tomar la siguiente en dirección Berga. Antes del puente de Sant Joan, un camino a mano derecha conduce al Pont del Diable.